# 次にくるマンガ大賞
次にくるマンガ大賞（つぎにくるマンガたいしょう）は、2014年にニコニコとダ・ヴィンチ（ともにKADOKAWAグループ）が創設した一般読者参加型のマンガ賞。KADOKAWAとドワンゴが共同開催する。

## 概要
2014年10月6日にniconicoとダ・ヴィンチの共催企画として、すでに売れているマンガではなく「次に流行るであろうマンガ」の発掘・紹介を目指し創設された。募集部門として『「これから売れて欲しいマンガ」部門』と『「本にして欲しいWebマンガ」部門』が存在し、部門ごとに順位がつけられる。第2回からは「コミックス部門」と「Webマンガ部門」という名称になった。
「次にくるマンガ大賞」公式サイト（第1回はniconico上の公式チャンネル）で一般読者から「次にくる」と思うマンガを推薦してもらう。集まったエントリー作品から実行委員によりノミネート作品を選定し、その中から一般読者に投票してもらい大賞を決めている。各部門で3位までを殿堂入り作品としている。
また特別賞として、2019年から協賛しているU-NEXTが選定している「U-NEXT賞」と、2024年から冠スポンサーとなったニチレイフーズが制定している「冷凍食品はニチレイ賞」、2021年から海外からの投票が特に多かった作品に贈る賞「Global特別賞」（2023年は「英語圏」「繁体字圏」で選定）がある。
受賞作が本当に「くる」のかについて、ダ・ヴィンチは日販の協力のもと、第1回Webマンガ部門1 - 3位の『ヲタクに恋は難しい』『鴻池剛と猫のぽんた ニャアアアン!』『恋と嘘』を例に検証した。その結果、受賞作のコミックス化後、これらの作品が実際に「きた」（ヒットした）としている。またniconicoによれば、第3回1位の『うらみちお兄さん』（Webマンガ部門）と『かぐや様は告らせたい〜天才たちの恋愛頭脳戦〜』（コミックス部門）も受賞後想像以上に売れたほか、2018年8月時点で歴代1〜3位受賞作の18作品中9作品がアニメ化しており、実際にヒットにつながっているとされる。

## エントリー条件
殿堂入り作品（各部門の3位までの歴代受賞作品）は対象外。
コミックス部門 （「これから売れて欲しいマンガ」部門）
- エントリー募集時点で紙雑誌をメイン媒体として連載しているマンガ作品（R-18作品は対象外）
- シリーズ既刊が5巻以内の作品、もしくは連載開始日が前年の1月1日以降の作品（第1回はコミックス化作品で既刊3巻以内）

Webマンガ部門 （「本にして欲しいWebマンガ」部門）
- エントリー募集時点でWebをメイン媒体として連載しているマンガ作品。ただしオリジナル作品に限る（2次創作・R-18作品は対象外）
- すでに書籍化されている場合、シリーズ既刊が5巻以内の作品、もしくは連載開始日が前年の1月1日以降の作品

## 受賞一覧

### 第1回次にくるマンガ大賞
本にして欲しいWebマンガ部門：2014年12月19日発表。これから売れてほしいマンガ部門：2015年2月6日発表。両部門のエントリー作品総数：867タイトル。投票総数：2万7692票。
| 順位 | これから売れてほしいマンガ部門                           | 本にして欲しいWebマンガ部門          |
| ---- | -------------------------------------------------------- | ------------------------------------ |
| 1    | 僕のヒーローアカデミア                                   | ヲタクに恋は難しい                   |
| 2    | 魔法使いの嫁                                             | ウッドブック                         |
| 3    | 磯部磯兵衛物語〜浮世はつらいよ〜                         | 恋と嘘                               |
| 4    | ニーチェ先生〜コンビニに、さとり世代の新人が舞い降りた〜 | 九十九の満月                         |
| 5    | 火ノ丸相撲                                               | 失格人間ハイジ                       |
| 6    | ReLIFE                                                   | もののけ荘のニートども               |
| 7    | GREEN WORLDZ                                             | 武蔵くんと村山さんは付き合ってみた。 |
| 8    | helck                                                    | ACARIA                               |
| 9    | 懲役339年                                                | カフェちゃんとブレークタイム         |
| 10   | 累                                                       | 食糧人類                             |
| 11   | クズの本懐                                               |                                      |
| 12   | orange                                                   |                                      |
| 13   | ib インスタントバレット                                  |                                      |
| 14   | 甘々と稲妻                                               |                                      |
| 15   | 思春期ビターチェンジ                                     |                                      |
| 16   | 干物妹!うまるちゃん                                      |                                      |
| 17   | 高橋さんが聞いている。                                   |                                      |
| 18   | いぬやしき                                               |                                      |
| 19   | 宝石の国                                                 |                                      |
| 20   | くまみこ                                                 |                                      |

### 第2回次にくるマンガ大賞
Webマンガ部門：2015年12月18日発表。コミックス部門：2016年2月4日発表。両部門のエントリー作品総数：1681タイトル。投票総数：7万3602票。
| 順位 | コミックス部門                                | Webマンガ部門                        |
| ---- | --------------------------------------------- | ------------------------------------ |
| 1    | 背すじをピン!と〜鹿高競技ダンス部へようこそ〜 | トモちゃんは女の子!                  |
| 2    | 亜人ちゃんは語りたい                          | 腐女子のつづ井さん                   |
| 3    | 賭ケグルイ                                    | 朝まで!!任天ちゃん!!                 |
| 4    | ダンジョン飯                                  | 女子小学生はじめました               |
| 5    | ゴールデンカムイ                              | お酒は夫婦になってから               |
| 6    | ぐらんぶる                                    | 少女アラカルト                       |
| 7    | サイケまたしても                              | 僕の彼女がマジメ過ぎる処女ビッチな件 |
| 8    | エンバンメイズ                                | 飼い主獣人とペット女子高生           |
| 9    | ブラッククローバー                            | IT'S MY LIFE                         |
| 10   | 恋は雨上がりのように                          | 黒                                   |
| 11   | クズの本懐                                    | 貧乳マイクロビキニーソ               |
| 12   | この美術部には問題がある!                     | クソ漫画ぶくろ                       |
| 13   | ハクメイとミコチ                              | ＃shin5 〜結婚しても恋してる〜       |
| 14   | ヒトミ先生の保健室                            | ベルリンは鐘                         |
| 15   | 高嶺と花                                      | サークルクラッシュ!                  |
| 16   | 水玉ハニーボーイ                              |                                      |
| 17   | 月に吠えらんねえ                              |                                      |
| 18   | からかい上手の高木さん                        |                                      |
| 19   | アルテ                                        |                                      |
| 20   | ブルーサーマル -青凪大学体育会航空部-         |                                      |

### 第3回次にくるマンガ大賞
2017年8月23日発表。コミックス部門のエントリー作品数：1147タイトル。Webマンガ部門のエントリー作品数：993タイトル。投票総数：15万4060票。
| 順位 | コミックス部門                               | Webマンガ部門                                                  |
| ---- | -------------------------------------------- | -------------------------------------------------------------- |
| 1    | かぐや様は告らせたい〜天才たちの恋愛頭脳戦〜 | うらみちお兄さん                                               |
| 2    | 約束のネバーランド                           | 妄想テレパシー                                                 |
| 3    | 私の少年                                     | 青のフラッグ                                                   |
| 4    | やがて君になる                               | サトコとナダ                                                   |
| 5    | 転生したらスライムだった件                   | 彼方のアストラ                                                 |
| 6    | 姉なるもの                                   | 理系が恋に落ちたので証明してみた。                             |
| 7    | 大正処女御伽話                               | ヤンキーショタとオタクおねえさん                               |
| 8    | 古見さんは、コミュ症です。                   | 本好きの下剋上                                                 |
| 9    | 新米姉妹のふたりごはん                       | 憂鬱くんとサキュバスさん                                       |
| 10   | Dr.STONE                                     | コミケ童話                                                     |
| 11   | 推しが武道館いってくれたら死ぬ               | 悪魔のメムメムちゃん                                           |
| 12   | 紺田照の合法レシピ                           | 亜獣譚                                                         |
| 13   | ハッピーシュガーライフ                       | 性欲の強すぎる彼女に困ってます。                               |
| 14   | 寄宿学校のジュリエット                       | うちの相方が腐なもんで。                                       |
| 15   | 兄の嫁と暮らしています。                     | キモオタ、アイドルやるってよ                                   |
| 16   | 魔王城でおやすみ                             | 異種族レビュアーズ                                             |
| 17   | 群青にサイレン                               | うちの娘の為ならば、俺はもしかしたら魔王も倒せるかもしれない。 |
| 18   | かくしごと                                   | 蜘蛛ですが、なにか?                                            |
| 19   | あそびあそばせ                               | だんしんち                                                     |
| 20   | とつくにの少女                               | バンギャループ                                                 |

### 次にくるマンガ大賞2018
2018年8月23日発表。両部門のエントリー作品総数：3711タイトル。投票総数：30万8654票。
| 順位 | コミックス部門                 | Webマンガ部門                |
| ---- | ------------------------------ | ---------------------------- |
| 1    | 来世は他人がいい               | 先輩がうざい後輩の話         |
| 2    | Dr.STONE                       | おじさまと猫                 |
| 3    | 錦田警部はどろぼうがお好き     | 極主夫道                     |
| 4    | Artiste                        | ぶっカフェ!                  |
| 5    | アクタージュ act-age           | お兄ちゃんはおしまい!        |
| 6    | 呪術廻戦                       | トリマニア                   |
| 7    | ここは今から倫理です。         | 血と灰の女王                 |
| 8    | 五等分の花嫁                   | 翼くんはあかぬけたいのに     |
| 9    | シネマこんぷれっくす!          | ふしぎねこのきゅーちゃん     |
| 10   | 熱帯魚は雪に焦がれる           | 宇崎ちゃんは遊びたい!        |
| 11   | 将来的に死んでくれ             | 地獄楽                       |
| 12   | ランウェイで笑って             | プロミス・シンデレラ         |
| 13   | 怪物事変                       | 今どきの若いモンは           |
| 14   | 青野くんに触りたいから死にたい | せんせいのお人形             |
| 15   | ブルーピリオド                 | 剣の王国                     |
| 16   | 川柳少女                       | 剥き出しの白鳥               |
| 17   | 私の百合はお仕事です!          | 世話やきキツネの仙狐さん     |
| 18   | まったく最近の探偵ときたら     | メタモルフォーゼの縁側       |
| 19   | 1518!                          | 男子高校生が魔法少女になる話 |
| 20   | この愛は、異端。               | ムラサキ                     |

### 次にくるマンガ大賞2019
2019年8月22日発表。両部門のエントリー作品総数：4222タイトル。投票総数：27万9250票。「※」はU-NEXT特別賞。
| 順位 | コミックス部門                                            | Webマンガ部門                            |
| ---- | --------------------------------------------------------- | ---------------------------------------- |
| 1    | 薬屋のひとりごと                                          | SPY×FAMILY                               |
| 2    | チェンソーマン                                            | 村井の恋                                 |
| 3    | 神クズ☆アイドル                                           | 腸よ鼻よ                                 |
| 4    | 乙女ゲームの破滅フラグしかない悪役令嬢に転生してしまった… | 女神降臨                                 |
| 5    | ブスに花束を。                                            | 僕の心のヤバイやつ                       |
| 6    | その着せ替え人形は恋をする                                | 忘却バッテリー                           |
| 7    | 疑似ハーレム                                              | 新しい上司はど天然                       |
| 8    | ぼっち・ざ・ろっく!                                       | 異世界おじさん※                          |
| 9    | ライドンキング※                                           | あせとせっけん                           |
| 10   | こじらせ百鬼ドマイナー                                    | 見える子ちゃん                           |
| 11   | 妻、小学生になる。                                        | 絶対BLになる世界VS絶対BLになりたくない男 |
| 12   | 好きな子がめがねを忘れた                                  | 氷属性男子とクールな同僚女子             |
| 13   | あの人の胃には僕が足りない                                | 付き合ってあげてもいいかな               |
| 14   | トニカクカワイイ                                          | ヤンキー君と白杖ガール                   |
| 15   | この愛は、異端。                                          | 組長娘と世話係                           |
| 16   | 千年狐 〜干宝「捜神記」より〜                             | クールドジ男子                           |
| 17   | 違国日記                                                  | やせっぽちとふとっちょ                   |
| 18   | ボクらは魔法少年                                          | むとうとさとう                           |
| 19   | やんちゃギャルの安城さん                                  | あーとかうーしか言えない                 |
| 20   | 終末のワルキューレ                                        | 幼女社長                                 |

### 次にくるマンガ大賞2020
2020年8月19日発表。両部門のエントリー作品総数：4768タイトル。投票総数：32万9713票。
| 順位 | コミックス部門                                     | Webマンガ部門                                              |
| ---- | -------------------------------------------------- | ---------------------------------------------------------- |
| 1    | アンデッドアンラック                               | 僕の心のヤバイやつ                                         |
| 2    | 君のことが大大大大大好きな100人の彼女              | 姫様“拷問”の時間です                                       |
| 3    | それでも歩は寄せてくる                             | ほむら先生はたぶんモテない                                 |
| 4    | 悪役令嬢転生おじさん                               | 2.5次元の誘惑                                              |
| 5    | 不器用な先輩。                                     | 可愛いだけじゃない式守さん                                 |
| 6    | AGRAVITY BOYS                                      | じいさんばあさん若返る                                     |
| 7    | よふかしのうた                                     | 通りがかりにワンポイントアドバイスしていくタイプのヤンキー |
| 8    | 声がだせない少女は「彼女が優しすぎる」と思っている | わたしの幸せな結婚                                         |
| 9    | 最近雇ったメイドが怪しい                           | 山田くんとLv999の恋をする                                  |
| 10   | 只野工業高校の日常                                 | 妹の友達が何考えてるのかわからない                         |
| 11   | マッシュル-MASHLE-                                 | うちの会社の小さい先輩の話                                 |
| 12   | お近づきになりたい宮膳さん                         | ロマンティック・キラー                                     |
| 13   | ミタマセキュ霊ティ                                 | プリンタニア・ニッポン                                     |
| 14   | カッコウの許嫁                                     | 純情戦隊ヴァージニアス                                     |
| 15   | 僕の妻は感情がない                                 | やまとは恋のまほろば                                       |
| 16   | すべての人類を破壊する。それらは再生できない。     | 空気が「読める」新入社員と無愛想な先輩                     |
| 17   | ゆびさきと恋々                                     | ダブル                                                     |
| 18   | ささやくように恋を唄う                             | デキる猫は今日も憂鬱                                       |
| 19   | 久保さんは僕を許さない                             | 異世界美少女受肉おじさんと                                 |
| 20   | デッドマウント・デスプレイ                         | 性別「モナリザ」の君へ。                                   |

U-NEXT特別賞
コミックス部門：夏目アラタの結婚
Webマンガ部門：パリピ孔明

### 次にくるマンガ大賞2021
2021年8月24日発表。両部門のエントリー総数：3582タイトル。投票総数：約51万票。「※」はU-NEXT特別賞。「＊」はGlobal特別賞。
| 順位 | コミックス部門                                                     | Webマンガ部門                                                                                                  |
| ---- | ------------------------------------------------------------------ | --- |
| 1    | 【推しの子】                                                       | 怪獣8号 |
| 2    | ウマ娘 シンデレラグレイ                                            | ダンダダン |
| 3    | 葬送のフリーレン                                                   | 先輩はおとこのこ                                                                                               |
| 4    | 女の園の星                                                         | 山田くんとLv999の恋をする                                                                                      |
| 5    | シャングリラ・フロンティア〜クソゲーハンター、神ゲーに挑まんとす〜 | 裏バイト:逃亡禁止                                                                                              |
| 6    | 逃げ上手の若君                                                     | ハイパーインフレーション                                                                                       |
| 7    | 久保さんは僕を許さない                                             | いびってこない義母と義姉                                                                                       |
| 8    | アオのハコ＊                                                       | 転生したら第七王子だったので、気ままに魔術を極めます                                                           |
| 9    | SAKAMOTO DAYS※                                                     | ゲーミングお嬢様                                                                                               |
| 10   | チ。-地球の運動について-                                           | 忍者と極道 |
| 11   | 少年のアビス                                                       | 川尻こだまのただれた生活                                                                                       |
| 12   | ウィッチウォッチ                                                   | 作りたい女と食べたい女                                                                                         |
| 13   | 僕とロボコ                                                         | うしろの正面カムイさん                                                                                         |
| 14   | うるわしの宵の月                                                   | 鴨乃橋ロンの禁断推理                                                                                           |
| 15   | 破壊神マグちゃん                                                   | 合コンに行ったら女がいなかった話                                                                               |
| 16   | メダリスト                                                         | 女子力高めな獅子原くん                                                                                         |
| 17   | 私の推しは悪役令嬢。                                               | アラガネの子                                                                                                   |
| 18   | 総理倶楽部                                                         | 転生貴族、鑑定スキルで成り上がる 〜弱小領地を受け継いだので、優秀な人材を増やしていたら、最強領地になってた〜※ |
| 19   | ふたりエスケープ                                                   | 氷の城壁 |
| 20   | 琥珀の夢で酔いましょう                                             | WIND BREAKER                                                                                                   |

UGC特別賞
魔法使いリィンの幸せな結婚（Webマンガ部門）

### 次にくるマンガ大賞2022
2022年8月31日発表。両部門のエントリー総数：4787タイトル。投票総数：約46万票。「※」はU-NEXT特別賞。「＊」はGlobal特別賞。
| 順位 | コミックス部門                                        | Webマンガ部門                                                            |
| ---- | ----------------------------------------------------- | ------------------------------------------------------------------------ |
| 1    | メダリスト                                            | スーパーの裏でヤニ吸うふたり                                             |
| 2    | ウィッチウォッチ                                      | 正反対な君と僕                                                           |
| 3    | あかね噺                                              | 株式会社マジルミエ                                                       |
| 4    | 雨と君と                                              | ぷにるはかわいいスライム                                                 |
| 5    | PPPPPP                                                | ラーメン赤猫                                                             |
| 6    | 僕の妻は感情がない                                    | 薫る花は凛と咲く                                                         |
| 7    | ふつつかな悪女ではございますが 〜雛宮蝶鼠とりかえ伝〜 | 合コンに行ったら女がいなかった話                                         |
| 8    | 私の推しは悪役令嬢。                                  | マリッジトキシン                                                         |
| 9    | 高校生家族                                            | エクソシストを堕とせない                                                 |
| 10   | 白山と三田さん                                        | ゴダイゴダイゴ                                                           |
| 11   | 多聞くん今どっち!?                                    | 光が死んだ夏＊                                                           |
| 12   | すだちの魔王城                                        | ニセモノの錬金術師                                                       |
| 13   | ガチアクタ＊                                          | 作りたい女と食べたい女                                                   |
| 14   | 大ダーク                                              | 令和のダラさん                                                           |
| 15   | 帝乃三姉妹は案外、チョロい。                          | デビィ・ザ・コルシファは負けず嫌い                                       |
| 16   | これ描いて死ね                                        | アンテン様の腹の中                                                       |
| 17   | 琥珀の夢で酔いましょう                                | 日本三國                                                                 |
| 18   | クジマ歌えば家ほろろ※                                 | 異剣戦記ヴェルンディオ                                                   |
| 19   | ふたりエスケープ                                      | くちべた食堂                                                             |
| 20   | ブラックチャンネル                                    | 悪役令嬢の中の人〜断罪された転生者のため嘘つきヒロインに復讐いたします〜 |
| -    |                                                       | 異世界ありがとう※                                                        |

### 次にくるマンガ大賞2023
2023年8月31日発表。両部門のエントリー総数：5170タイトル。投票総数：約44万票。「※」はU-NEXT特別賞。「＊」はGlobal特別賞。
| 順位 | コミックス部門                           | Webマンガ部門                                                                                           |
| ---- | ---------------------------------------- | --- |
| 1    | 生徒会にも穴はある!                      | 気になってる人が男じゃなかった                                                                          |
| 2    | 黄泉のツガイ                             | ねこに転生したおじさん                                                                                  |
| 3    | 一ノ瀬家の大罪                           | 幼稚園WARS                                                                                              |
| 4    | 暗号学園のいろは                         | 訳アリ心霊マンション                                                                                    |
| 5    | すだちの魔王城                           | お前、タヌキにならねーか?                                                                               |
| 6    | 多聞くん今どっち!?                       | 拷問バイトくんの日常                                                                                    |
| 7    | ダイヤモンドの功罪                       | 放課後ひみつクラブ                                                                                      |
| 8    | 帝乃三姉妹は案外、チョロい。             | アフターゴッド                                                                                          |
| 9    | 極楽街                                   | 悪役令嬢の中の人〜断罪された転生者のため嘘つきヒロインに復讐いたします〜                                |
| 10   | あそこではたらくムスブさん               | バンオウ-盤王-※                                                                                         |
| 11   | ブレス                                   | くちべた食堂                                                                                            |
| 12   | ヤニねこ                                 | 愛してるゲームを終わらせたい                                                                            |
| 13   | 龍とカメレオン※                          | 片田舎のおっさん、剣聖になる 〜ただの田舎の剣術師範だったのに、大成した弟子たちが俺を放ってくれない件〜 |
| 14   | 転生王女と天才令嬢の魔法革命             | 令和のダラさん                                                                                          |
| 15   | 春の嵐とモンスター                       | このゴミをなんとよぶ                                                                                    |
| 16   | 月出づる街の人々                         | にじさんじ                                                                                              |
| 17   | カナン様はあくまでチョロい               | 異世界サムライ                                                                                          |
| 18   | 平和の国の島崎へ                         | 地雷なんですか? 地原さん                                                                                |
| 19   | ラストカルテ ―法獣医学者 当麻健匠の記憶― | 百合にはさまる男は死ねばいい!?                                                                          |
| 20   | ディノサン                               | 踏んだり、蹴ったり、愛したり＊                                                                          |
| -    | 君と綴るうたかた＊                       | |

### 次にくるマンガ大賞2024
2024年8月28日発表。両部門のエントリー総数：8212タイトル。投票総数：約52万票。【G】はGlobal特別賞。【U】はU-NEXT特別賞。【N】は冷凍食品はニチレイ賞。
| 順位 | コミックス部門                               | Webマンガ部門                                                                    |
| ---- | -------------------------------------------- | -------------------------------------------------------------------------------- |
| 1    | カグラバチ                                   | ふつうの軽音部                                                                   |
| 2    | 魔入りました!入間くん if Episode of 魔フィア | ルリドラゴン                                                                     |
| 3    | 尾守つみきと奇日常。                         | Vtuber草村しげみ〜遠くに行ってしまった気がした推しが全然遠くに行ってくれない話〜 |
| 4    | ドッグスレッド                               | クソ女に幸あれ                                                                   |
| 5    | COSMOS                                       | サチ録〜サチの黙示録〜                                                           |
| 6    | 超巡!超条先輩                                | 彼女がクズを愛するワケは。                                                       |
| 7    | 鵺の陰陽師                                   | ケントゥリア                                                                     |
| 8    | のあ先輩はともだち。                         | ドカ食いダイスキ! もちづきさん【N】                                              |
| 9    | 恋せよまやかし天使ども【U】                  | 一勝千金                                                                         |
| 10   | キルアオ                                     | ホタルの嫁入り                                                                   |
| 11   | 春の嵐とモンスター                           | でかいはち                                                                       |
| 12   | ねずみの初恋                                 | アイドルマスター シャイニーカラーズ 事務的光空記録                               |
| 13   | ヤニねこ                                     | 年齢を詐称してるVtuber                                                           |
| 14   | 真夜中ハートチューン                         | 異世界サムライ【G】                                                              |
| 15   | バーサス                                     | ニンゲンの飼い方                                                                 |
| 16   | グリーングリーングリーンズ                   | 店番のスピス                                                                     |
| 17   | 路傍のフジイ                                 | 嗚呼、たぬきはもうだめです                                                       |
| 18   | 野良猫と狼                                   | 会社と私生活－オンとオフ－                                                       |
| 19   | ファントムバスターズ                         | きゃたぴランド                                                                   |
| 20   | 極東ネクロマンス                             | アイツノカノジョ                                                                 |
| -    | 今日はカノジョがいないから【G】              | しれっとすげぇこと言ってるギャル。 ―私立パラの丸高校の日常―【U】                 |